# Ngunza
Ngunza, era un eroe di cui si raccontano le gesta nella mitologia delle popolazioni Ovimbundu dell'Angola.

## Nel mito
Un giorno Ngunza sognò la morte del fratello, trovandosi lontano da casa subito volle tornarci per sapere come stava il parente scoprendo che ciò che aveva sognato era vero. Decise quindi di catturare la morte, appena giunse nel mondo della morte vide che il fratello era più felice da morto che da vivio e allora tornò a casa. La morte chiese anche la sua anima finendo con il diventare spirito.